# Meinedo
Meinedo es una freguesia portuguesa ubicada en el municipio de Lousada, con una superficie de 8,43 km², una población de 4248 habitantes y una densidad de 507,5 hab./km².
En la Hispania visigoda fue  sede episcopal de la iglesia católica,   sufragánea de la Archidiócesis de Braga  que comprendía la antigua provincia romana de Gallaecia en la  diócesis de Hispania.